# Аттван, Амджад
Амджад Аттван Кадим (англ. Amjad Attwan Kadhim; 12 марта 1997) — иракский футболист, полузащитник клуба «Заху» и сборной Ирака.

## Карьера

### Клубная карьера
Начинал играть на взрослом уровне в команде «Кербела». В 2014 году перешёл в «Нафт Аль-Васат» из Эн-Наджафа и в его составе выиграл чемпионский титул. С 2015 года играет за багдадскую «Аш-Шорта».

### Карьера в сборной
В 2013 году принимал участие в чемпионате мира среди 17-летних, сыграл в двух матчах, а сборная Ирака не вышла из группы. Также в составе молодёжной (U20) сборной участвовал в отборочных матчах к чемпионату Азии среди ровесников. В 2016 году участвовал в чемпионате Азии среди 23-летних, сыграл в пяти матчах и забил два гола, на групповой стадии в ворота Узбекистана и в четвертьфинале против ОАЭ, сборная Ирака стала бронзовым призёром турнира.
В марте 2016 года впервые вызван в национальную сборную Ирака, дебютировал 18 марта 2016 года в товарищеском матче против Сирии, в том же месяце сыграл свои первые официальные матчи в отборочном турнире чемпионата мира.